# 国家社会主義指導将校

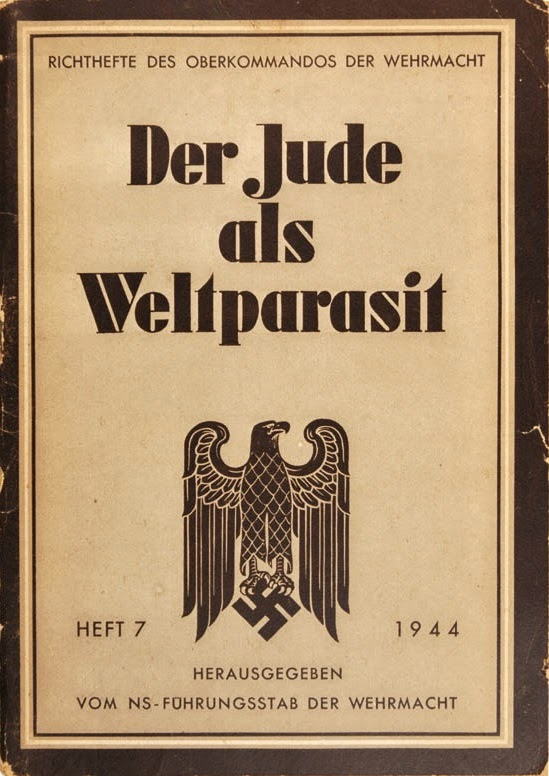
1944年に作成された教育用冊子『世界の寄生虫、ユダヤ人』の表紙

国民社会主義指導将校（こくみんしゃかいしゅぎしどうしょうこう、ドイツ語:Nationalsozialistische Führungsoffizier, NSFO）は、ナチス・ドイツ時代のドイツ国防軍に設置されていた役職である。国防軍指導部においては、軍事的な指揮・指導および国民社会主義の精神に基づく政治的・イデオロギー的な教育は、どちらも同じ部隊指揮官によって行われるべきだと考えられていた。この制度は明らかに赤軍の政治委員（コミッサール）のシステムをモデルにしていたが、政治的な指導・教育のみに責任を負ったコミッサールに対し、NSFOは部隊指揮官としての役割も兼ねていた。ナチ指導将校とも呼ばれる。
国防軍最高司令部国民社会主義指導幕僚部（Nationalsozialistische Führungsstab）は、1943年12月22日付の総統命令に基づいて設置された。幕僚部はヘルマン・ライネッケ大将が率い、講義や討論を通じ、国防軍将兵に国民社会主義的世界観の理解を促そうと試みた。設置の目的は、戦況の悪化を考慮し、将兵の「忍耐力」を補強することである。
敵の革命的な意志に対し[…]我々は今や、国民社会主義革命の総力を以て相対しなければならない[…]国防軍、党、国民突撃隊こそが国民社会主義革命を成す。すなわち、ドイツの兵士は武装した国民社会主義者として戦っている。純粋に軍事的な方法のもと戦争を遂行するだけでは不十分だ。

Dem revolutionären Willen des Feindes […] müssen wir nunmehr die ganze revolutionäre Kraft des Nationalsozialismus entgegensetzen, […] Wehrmacht, Partei, Volkssturm sind die nationalsozialistische Revolution. Der deutsche Soldat kämpft demnach als bewaffneter Nationalsozialist. Den Krieg rein militärisch zu führen, genügt nicht.
NSFOは、国防軍将校団の中から選出されたが、任命にあたっては官房長マルティン・ボルマン配下の官房長作業部会による承認が必要だった。作業部会はヴィリー・ルーダーが率い、国民社会主義的世界観に照らし合わせ、候補者が「非の打ち所がない」人物かどうかを審査した。ルーダーは演説において、官房長の視点からすれば、これまでは「政治的兵士」（politischer Soldaten）および「リーダーシップ」（Menschenführung）の欠如が見られたとして、国防軍の内部安定に繋がるNSFO制度の新設を正当化した。
1944年末の時点で、およそ47,000人の将校が非常勤NSFOとして活動していたが、一方で中央での訓連課程を修了した常勤NSFOは1,000人強しかいなかった。連隊級・大隊級の部隊においては、部隊所属の将校が副次的な任務と位置づけられたNSFO活動に従事した。師団参謀部よりも上位の部隊においては、各司令官の指揮下にあり、直接報告を行うNSFOが配属されていた。中隊級の部隊では、部隊長がNSFOの役割を兼ねた。NSFOが実施する教育課程においては、「ユダヤ人は根絶されるべき寄生虫である」などの反ユダヤ主義的な思想が語られ、数百万とまでは行かずとも、数十万人の国防軍将兵がこれを受けた。
作家ハンス・ヘルムート・キルストは、戦時中にNSFOを務めていたことが知られる。